# Steve Carlson
Steve Carlson (Pasadena, California, el 6 de agosto de 1975) es un cantante y compositor estadounidense. Tanto en solitario como en la banda Country Kane. Aparece en la banda sonora de Supernatural y es gran amigo de Jensen Ackles, quien ha colaborado en varias de sus canciones, e incluso tocado en directo con él. Steve ha cantado y asistido como invitado en varias convenciones de Supernatural.

## Biografía
De familia de tradición musical, a los 10 años ya sabía tocar la guitarra. En su época de instituto ya escribía canciones y participaba en varias bandas locales. Tras mudarse a Portland (Oregón), estudió Artes Culinarias, en parte gracias a la influencia de su madre, una reputada cocinera. Tras vivir una temporada en Maui (Hawái) vuelve a California, esta vez a Los Ángeles, donde decide definitivamente dedicarse a la música.  
En 1998 conoce a Christian Kane, con quien formó Kane, una banda country/rock y graba un disco en 2000 y otro en 2004. Es en este último año en el que también graba su primer disco en solitario. Posteriormente grabaría otros dos discos más con su banda The Steve Carlson Band.  
Durante años ha estado alternando sus actuaciones con Kane, su banda o en solitario, además de hacer pequeñas colaboraciones musicales para series de televisión. 
En los últimos años ha dedicado parte de su tiempo a la producción musical tras la creación de su propio estudio de grabación The Sound Parlor con sede en Las Vegas y Los Ángeles.

## Discografía

### En Solitario
- Spot in the corner 2004
- Grooving’ on the inside 2007
- Stripped Down 2008
- Days Behind 2010
- Pluged into London 2011
- Sharing the Covers 2012
- Different Town 2012

### Con el grupo Kane
- Kane 2000
- Live in London 2004

### Como Steve Carlson Band
- Rolling On 2003
- An Auld School Christmas 2006

### Bandas Sonoras
- "Now That my Love Is Gone" BSO de la película Be My Baby (2010).
- "Under Song" incluida en la BSO de Memory del 2006.
- "Night Time" en el capítulo de Supernatural "Provenance" en 2006.
- "Kinda Crazy This Days" en el capítulo de Men in Trees "Nice Girls Finish First"

## Premios
- L.A. Music Critic Award : Mejor álbum masculino de 2012 por "Different Town"  (en inglés) http://www.examiner.com/article/2012-la-music-critic-award-best-male. Falta el |título= (ayuda)